# NGC 405
NGC 405 is een ster in het sterrenbeeld Phoenix. Het hemelobject werd op 6 september 1834 ontdekt door de Britse astronoom John Herschel.

## Synoniemen
- ESO 243-*39